# Église des Trois-Patrons
L'église des Trois-Patrons est une ancienne église de Saint-Denis, en Seine-Saint-Denis.

## Présentation

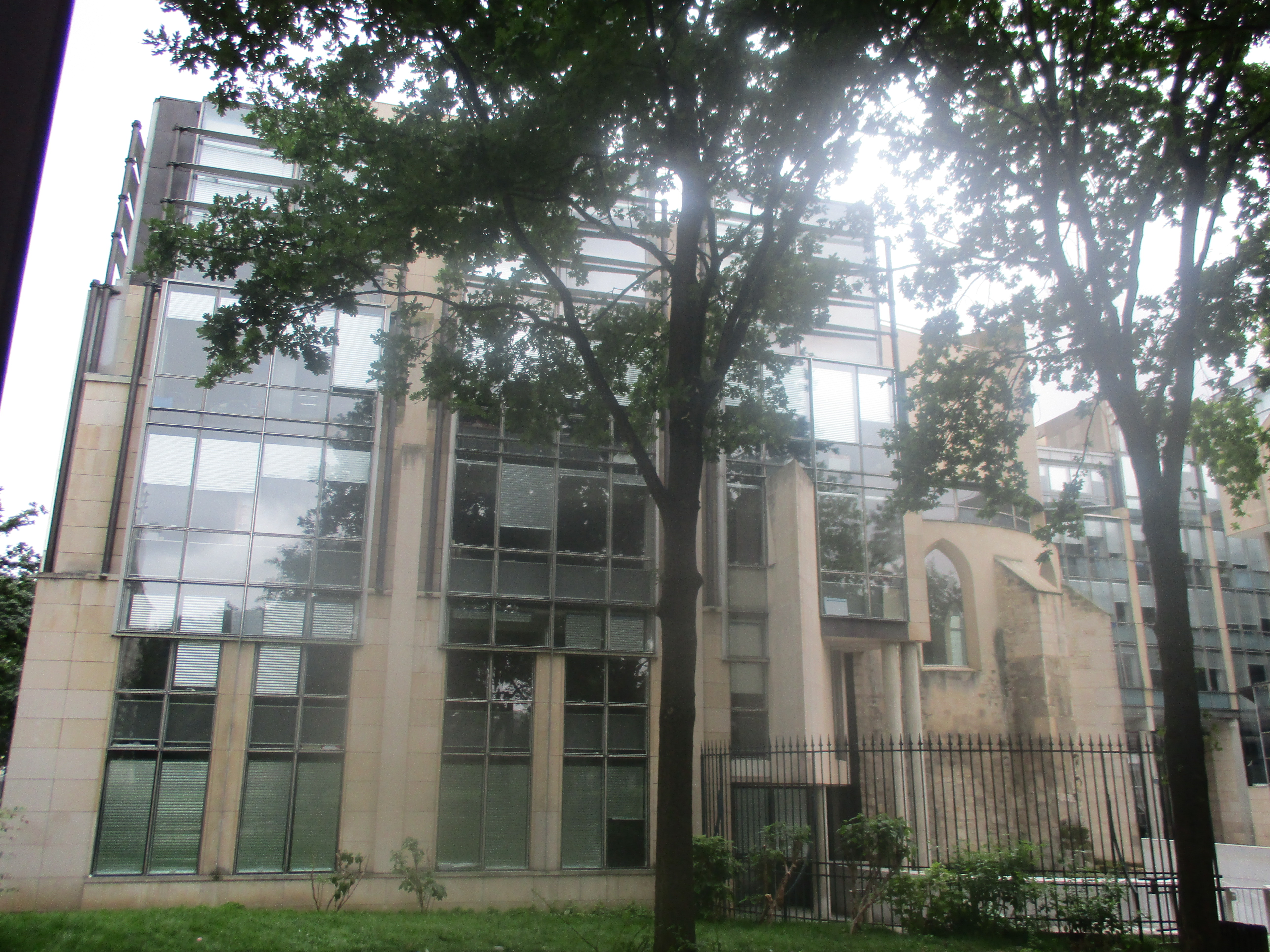
Église des Trois-Patrons, côté Sud.

Lors de sa vente pendant la Révolution, elle est décrite ainsi : « L’église, construite en pierres et moellons, couverte de tuiles, est composée d’une seule travée formant nef et chœur en cul de lampe, le clocher est garni de son beffroi, la voute de l’église est à entraits apparents avec plafond en douves, les croisées sont garnies de leurs vitraux. » 
L'abside est aujourd'hui le seul vestige des églises secondaires qui circonscrivent l'ancien cimetière Saint-Rémy et délimitent la cité monastique au nord de la Basilique Saint-Denis.
Elle est maintenant englobée dans les nouveaux locaux administratifs de l'hôtel de ville et fermée au public.

## Histoire
L’église a été bâtie en 1600 afin de remplacer trois églises paroissiales plus anciennes dédiées à Sainte-Geneviève, Saint-Michel-du-Degré et Saint-Barthélemy, dévastées par les Huguenots , lors des destructions de la bataille de Saint-Denis en novembre 1567.
Elle est mise en vente en 1794, afin d'en faire un bâtiment laïc. Elle sert de théâtre de 1792 à 1797, puis d'atelier de menuiserie.
Le 5 juin 1952, le bâtiment est, avec les vestiges du cimetière mérovingien, inscrit aux titres des monuments historiques.
Des fouilles archéologiques menées en 1985 ont permis de dégager à cet endroit les traces de six églises distinctes s'échelonnant de l'époque mérovingienne jusqu'au XVIe siècle.
De nouvelles fouilles, en 1993, y ont mis au jour des sculptures représentatives de l'art roman en Île-de-France.